# Kwebanna
Kwebanna es una aldea amerindia en la región de Barima-Waini en el norte de Guyana. Esta conectada por carretera a kumaka.
La ciudad está ubicada dentro de Guayana Esequiba, una región reclamada por Venezuela.

## Economía
En la década de 1990, las Empresas madereras empezaron a Explotar la zona.la zona es productora de Repollo y Mandioca dulce. En diciembre de 2018 empezó la construcción de una nueva fábrica de procesamiento de Harina y de yuca de 26 Millones en la Aldea el departamento de sociedades Cooperativas del Ministerio de protección social pasó por alto el establecimiento de la Cooperativa de Agricultores de Kwebanna en la Aldea.